# Papp László (festő)
Papp László (Miskolc, 1922. augusztus 3. – Miskolc, 2020. november 18.) grafikus- és festőművész.

## Élete, munkássága
Apja Papp János kovács, anyja Nagy Erzsébet. Egyetlen gyermeküket féltően óvták, még azt is megtették, hogy az iskolája közelében vásároltak házat (nagybátyjáékkal közösen). Elemi iskoláját a Szent István úti iskolában végezte Darás Viktor tanító felügyelete alatt. Jó tanuló volt, rajztehetsége és a rajzolás, festészet iránti vonzalma már ekkor nyilvánvaló volt. Fenn is maradt egy kis füzet, amelyben tanulmányait illusztrálta, a rajzeszközöket módosabb osztálytársaitól kapta. 
Gimnáziumi tanulmányait a Lévay József Református Gimnáziumban végezte, ahol a rajztanára Imreh Zsigmond festőművész volt. Két hasonló érdeklődésű iskolatársával, Seres Jánossal és Székács Zoltánnal életre szóló barátságot kötött. Maga nyilatkozta erről az időszakról: „Nemzedékem legjobbjai, az Ady, Móricz, Szabó Dezső, Bartók, Kodály, Györffy István hatására kibontakozó népi mozgalom, falukutató írók sodrásában nőttem bele a 40-es évek magyar valóságába. Érdeklődési körömbe tartozott az egyetemes és a magyar kultúra szinte minden területe.” Rajzolt, festett, olvasott, könyveket terjesztett és munkás-író találkozók szervezésében vett részt.
A gimnáziumi évek után felvételizett a Budapesti Műszaki Egyetem építészmérnöki karára, két barátja pedig a Képzőművészeti Főiskolára. Mindhármukat felvették, de Papp László nem kapott kollégiumot, az albérletet pedig nem tudták vállalni. Ezért hazament Miskolcra, és hogy elkerülje a katonai behívót, beiratkozott a Miskolci Jogakadémiára. Aktívan közreműködött a diákmozgalom tevékenységében, de eredeti érdeklődése is megmaradt (ebben Budapesten lévő barátai is ösztönözték). Székács segítségével 1943-ban részt vett a főiskola nyári nagybányai művésztelepén, majd a balatonszárszói konferencián. Továbbra is foglalkozott könyvterjesztéssel, Püski Sándor kiadójának könyveit, a népi írók köteteit terjesztette. Még mindig a katonai bevonulás elől menekülve Mátészalkára költözött a nagynénjéékhez, közben letette jogi szigorlatát Pécsett. 
A behívó elől nem menekült meg, Miskolcra hazatérve SAS-behívóval Tornaljára kellett bevonulnia. Innen először az érsekújvári Karpaszományos Iskolára került, ahonnan az egész iskolát Németországba vitték. Rajzeszközöket, fényképezőgépet és egy rakás könyvet vitt magával. Kalandos, vagy inkább viszontagságos helyváltoztatások után 1945. május 5-én, Schleswig városában esett angol hadifogságba. A fogságban ismerkedett meg néhány pályatárssal, Arató Jánossal, Kamotsai Istvánnal, Nónay Pállal és Sarkantyu Simonnal. Ráadásul ugyancsak itteni hadifogoly volt Szervátiusz Jenő, aki összefogta őket, képzőművész kört szervezett számukra (kiegészülve az ittlévő levente gyerekekkel), mesterük és atyai barátjuk lett.
1946-ban tért haza az eselheidei hadifogságból és megnősült. Itthon lévő barátai azonnal ellátták feladatokkal: a NÉKOSZ keretében Miskolcon nyolc kollégium szervezésében vett részt, fontos alakja volt a város képzőművészeti életének újjászervezésének. 1946-tól vett részt helyi, megyei és országos kiállításokon, 1947-ben pedig tagja lett a Magyar Képzőművészek Szabad Szervezetének. Egy ideig a Városi Tanács népművelési előadója volt, majd az általa szervezett Művészeti Gimnázium kollégiumában tanított. Az intézmény igazgatója Sarkantyú Simon volt, akivel beiratkoztak a Képzőművészeti Főiskola levelező tagozatára, ahol Domanovszky Endre alatt tanultak. 1952-től vezette diósgyőri Vasas Képzőművészeti kört.
Az 1956-os forradalomban kifejtett tevékenysége miatt letartóztatták és börtönbe került. Szabadulása után 1958-tól a Kereskedelmi és Vendéglátóipari Technikumban tanított, majd a város és a megye gimnáziumainak rajz szakfelügyelője volt – nyugdíjba vonulásáig (1986). Ezért is fogalmazhatta meg nagy szerénységgel a következő gondolatot: „Életemben a művészi alkotómunkával egyenrangú helyet kapott a sokféle és szerteágazó tevékenység. Ezért tellett eddig csak ennyire. Természetesen ez nem mentség.”
Művészi pályája során sok külföldi tanulmányúton vett részt (Csehszlovákia, Franciaország, Görögország, Lengyelország, NDK, NSZK, Olaszország, Románia, Svájc), emellett nemzetközi művésztelepeken is dolgozott (Kassa, 1977; Katowice, 1978; Zemplínska šírava, 1989).
Papp László alkotásai – festmények és grafikák, mintegy 45 mű – számos közgyűjteményben megtalálhatók (Herman Ottó Múzeum, Miskolc; Miskolci Galéria, Miskolc; Sárospataki Képtár, Sárospatak; Tokaji Múzeum, Tokaj; Kelet-szlovákiai Galéria, Kassa, Szlovákia; BWA Galéria, Katowice, Lengyelország), emellett mintegy 200 alkotása van magántulajdonban.
Művészetéről Dobrik István ezt írta: „Művészetének és pedagógiai munkásságának is elsősorban a moralitás volt a navigátora. Festményei és grafikái az esztétikai értékeken túl, kordokumentumok is egyben. … Stiláris változatosságukat áthatja, és egységessé teszi az egyéni alkotói attitűd. Műveit hol leíró festőiség, hol érzelmeket sugárzó expresszivitás, hol a tájélményből táplálkozó lírai konstruktivitás vagy éppen ezek sajátos ötvözete jellemzi.”

## Egyéni kiállításai
- 1963 – Szőnyi István Terem, Miskolc
- 1967 – Nyékládháza
- 1967 – Ónod
- 1970 – Mezőcsát
- 1971 – Sajóbábony
- 1975 – Pereces, Miskolc
- 1978 – Mini Galéria, Miskolc
- 1983 – Encs
- 1983 – Tokaj
- 1984 – Szakmunkás Galéria, Miskolc
- 1985 – Edelény
- 1994 – Megyeháza Galéria, Miskolc
- 1998 – Avasi Gimnázium, Miskolc
- 2002 – Miskolci Galéria, Miskolc
- 2007 – Herman Ottó Múzeum, Miskolc

## Csoportos kiállításai
- 1946 – Műegyetemi Napok Tárlata, Miskolc
- 1947 – Borsod-miskolci Képzőművészek Szabad Szervezetének kiállítása, Miskolc
- 1948 – NÉKOSZ Képzőművészeti kiállítás, Miskolc
- 1950 – Déri Múzeum, Debrecen
- 1951 – 1953 – Megyei Képzőművészeti Kiállítás, Miskolc
- 1954 – Ernst Múzeum, Budapest
- 1955 – Műcsarnok, Budapest
- 1955 – 1977 – Miskolci Országos Képzőművészeti Kiállítás, Miskolc
- 1956 – Művésztelepi Kiállítás, Tokaj
- 1957 – Miskolci Országos Grafikai Kiállítás, Miskolc
- 1962 – Magyar Képzőművészeti Kiállítás, Sátoraljaújhely
- 1963 – 1975 – Országos grafikai biennále, Miskolc
- 1963 – Borsodi Képzőművészeti Kiállítás, Miskolc
- 1965 – Tavaszi Tárlat, Salgótarján
- 1965, 1966, 1967 – I–III. Észak-magyarországi Területi Képzőművészeti Kiállítás, Miskolc
- 1965 – Freiberg, NDK
- 1966 – Kassa, Csehszlovákia
- 1968, 1972 – Országos Akvarell Biennále, Eger
- 1970 – 2007 – Miskolci Téli Tárlat, Miskolc
- 1971 – Városi Képtár (Miskolci gyűjtemény), Miskolc
- 1972 – Salgótarjáni Tavaszi Tárlat, Salgótarján
- 1972 – Magyar Tájak, Békéscsaba
- 1975 – Salgótarjáni Tavaszi Tárlat
- 1975 – Miskolci művészek kiállítása, Dunaújváros
- 1975 – Rajzok, Miskolc
- 1976 – Fényes szelek nemzedéke, Magyar Nemzeti Galéria, Budapest
- 1976 – Észak-magyarországi Képzőművészek Kiállítása, Veszprém
- 1976 – Megyei Kiállítás, Kazincbarcika
- 1980 – Miskolci Képzőművészek Kiállítása, Pécs
- 1981 – Ember és munka kiállítás, Ózd
- 1985 – Herman Ottó Múzeum, Miskolc
- 1986 – Rajzok, grafikák, akvarellek, Miskolci Galéria, Miskolc
- 1987 – Miskolci Galéria (Herman Ottó Múzeum kiállítása), Miskolc
- 2009 – Feledy Gyula és miskolci kortársai, Feledy-ház, Miskolc

## Díjak, kitüntetések
- 1948 – Kiváló Kollégiumi Igazgató
- 1974 – Salgótarján Város díja
- 1976 – Az Oktatási és Kulturális miniszter elismerő oklevele a NÉKOSZ mozgalom 30. évfordulóján
- 1981 – Kiváló Munkáért díj
- 1983 – Szocialista Kultúráért
- 1984 – Pedagógus Szolgálati Emlékérem
- 1994 – Magyar Köztársasági Arany Érdemkereszt
- 1996 – Kondor Béla-díj
- 2006 – Díszoklevél az 1956-ban alakult Nemzeti Bizottság és Írószövetség tagjainak
- 2006 – Történelmi Igazságtétel Bizottság Emlékkeresztje